# Мост Хонгконг-Џухај-Макао
Мост Хонгконг – Џухај – Макао (HZMB) је систем који се састоји од три кабловска (висећа) моста, тунела испод мора и четири вештачка острва, укупне дужине 55 км. То је и најдужи морски прелаз и најдужа фиксна веза на отвореном мору на свету. HZMB премошћује канале Лингдинг и Ћучо (Jiuzhou), који повезују Хонгконг, Макао и Џухај - три главна града на делти Бисерне реке.
Мост HZMB замишљен је да траје 120 година и изградња је коштала 127 милијарди јуана (18,8 милијарди УСД). Трошкови изградње главног моста процењени су на 51,1 милијарди јуана (7,56 милијарди америчких долара) финансираних из банкарских зајмова и деле их владе континенталне Кине, Хонгконга и Макаоа.
Првобитно је предвиђено да се отвори за саобраћај крајем 2016. године, али завршен је 6. фебруара 2018, а новинари су након тога одведени на вожњу преко моста. Дана 24. октобра 2018. године HZMB је отворен за јавност након што га је кинески вођа Си Ђинпинг дан раније отворио. 

## Планирање

### Идеје
Оснивач Хоупвел Холдингс и тадашњи директор Гордон Ву предложио је концепт моста-тунела који повезује Кину, Хонгконг и Макао 1980-их. Ву је изјавио да је идеју добио 1983. године од моста-тунела Залива Чесапик. Године 1988. Ву је концепт представио званичницима Гуангдонга и Пекинга. Замишљао је везу још северније од садашње конструкције, почевши од Црне тачке близу Туен Муна, Хонгконга и преко ушћа Бисерне реке преко острва Неилингдинг и острва Ки'ао. Његов предложени мост завршио би у кинеском селу Тангјиа, а нови пут би наставио на југ кроз Џухај, пре него што би завршио у Макау. Расправе су застале након масакра на Тргу Тјенанмен средином 1989, и проузрокованог пада цена акција за Хоупвел у Хонгконгу.
Трасу коју је предложио Ву промовисала је влада Џухаја под именом Лингдингианг мост. Средином 1990-их, Џухај је изградио мост између копна и острва Ки'ао који је замишљен као прва фаза ове руте, мада комплетну шему у то време нису одобриле ни кинеска ни хонгконшка влада. Кинеска централна влада дала је подршку овом пројекту 30. децембра 1997. Нова хонгконшка влада није била вољна, рекавши да још чека резултате прекограничних студија саобраћаја, а хонгконшки медији довели су у питање утицај пројекта на животну средину у погледу загађења ваздуха, саобраћаја и живота у морима.
Децембра 2001. године, Законодавно веће Хонгконга усвојило је захтев којим се администрација позива да развија логистичку индустрију, укључујући изградњу моста који повезује Хонгконг, Џухај и Макао. У септембру 2002. године, на конференцији о координацији главних инфраструктурних пројеката Кина/Хонгконг договорена је заједничка студија о саобраћајној вези између Хонгконга и запада Бисерне реке.

### Припрема
За координацију пројекта, 2003. је основана Координациона група. Званичници са три стране решили су питања као што су места прилаза и линије моста, функционисање граничних прелаза и финансирање пројеката.
У августу 2008. године, централна влада Кине, владе Гуангдунга, Хонгконга и Макаоа сложиле су се да финансирају 42 процената укупних трошкова. Преосталих 58% састојало се од кредита од стране Банке Кине.
У марту 2009. године, објављено је да су се централне владе Кине, Хонгконга и Макаоа договориле да финансирају 22 процента укупних трошкова. Преосталих 78 процената састојало се од кредита (отприлике 57,3 милијарде јуана или 8,4 милијарде америчких долара) од конзорцијума банака које предводи Банка Кине.

## Изградња
Изградња пројекта HZMB започела је 15. децембра 2009. године на кинеској страни, са тадашњим сталним чланом Политбироа и потпредседником Кине Ли Кећангом на свечаној церемонији. Изградња хонгконшког дела пројекта започела је у децембру 2011. године, после одлагања узрокованог правним изазовом у вези са утицајем моста на животну средину.

Последња кула моста подигнута је 2. јуна 2016, последњи елемент 4 860 м дугачког равног дела подводног тунела постављен је 12. јула 2016. године, док је коначни спој тунела постављен 2. маја 2017. године. Изградња главног моста, који се састоји од вијадукта и подводног тунела, завршена је 6. јула 2017. а цео грађевински пројекат завршен је 6. фебруара 2018. Током градње настрадало је 19 радника. 
- Деоница у Хонгконгу у изградњи 2015. године крај обале острва Лантау
- Источно вештачко острво у мају 2017. године
- Вештачко острво у мају 2018. године
- Завршен хонгконшки део моста у новембру 2018. године

## Секције и елементи
55 км HZMB се састоји од три главна дела: главни мост (29.6 км) усред делте Бисерне реке, пут до Хонгконга (12 км) на истоку и Џухајски део (13.4 км) на западу делте.

### Главни мост
Главни мост, највећи део пројекта HZMB, је систем мост-тунел који су изградиле власти Кине. Повезује вештачко острво, на коме су смештени објекти за гранични прелаз и за копно Кине и Макаоа на западу, са везом са Хонгконгом на истоку.
Овај део обухвата 22,9 км дуг вијадукт и 6,7 км дуг подводни тунел који пролази између два вештачка острва. Вијадукт прелази ушће Бисерне реке са три моста са кабловима са распоном између 280 и 460 метара, омогућујући бродски промет који пролази испод њих.

### Хонгконшки везни пут
Под јурисдикцијом Хонгконга, одсек за аутопутеве саградио га је како би повезао Главни мост са вештачким острвом на коме су смештени објекти за граничне прелазе Хонг Конга. Овај део укључује 9,4 км дуг вијадукт, тунел дуг 1 км и пут од 1,6 км дуж источне обале Међународног аеродрома Хонгконг.

### Џухајски везни пут
Пут преко Џухаја почиње од вештачког острва у коме се налазе објекти за гранични прелаз и за Кину и за Макао, пролази кроз развијено подручје Гонгбеја, кроз тунел према Џухају и повезује се са три главне брзе саобраћајнице.

## Саобраћај са леве и десне стране
Иако HZMB повезује два подручја са саобраћајем са леве стране, Хонгконг и Макао, сам прелаз је са саобраћајем са десне стране, исти као у Џухају и другим регионима Кине. Стога возачи из Хонг Конга и Макаоа морају да користе вијадукте да би прешли на десну страну при уласку на мост, а натраг на леву страну по изласку са моста када се враћају у Хонгконг и Макао. Саобраћај између Џухаја и моста не захтева прелазак лево-десно, јер су оба са десне стране.

## Транспорт

### Аутобуси
Аутобуски превоз вози 24 сата на дан, а поласци аутобуса су на сваких пет минута. Путовање преко ХЗМБ траје око 40 минута.

### Приватна возила
Тренутно је издато само 10.000 дозвола за приватна возила да возе преко HZMB-а од Хонг Конга до Џухаја. Поред тога, број возила којима је дозвољен улазак у Хонгконг и Макао из других региона подложан је дневној квоти.
Поред тога, како би се компактни Макао решио проблема загушења на путевима, возачи који долазе из других региона снажно се охрабрују да користе шему паркирања приватних возила и даље вожње јавним превозом, па своја возила остављају на паркиралишту на ивици Макаоа. Мала квота од 300 возила дозвољена је за директни улазак у Макао.

## Економски ефекти
HZMB повезује три главна града: Хонгконг, Џухај и Макао, који су географски близу, али раздвојени водом. Када је мост постављен, време путовања између Џухаја и Хонгконга смањено је са око четири сата на 30 минута.
Пројекат HZMB је део Пекиншке возне стратегије промовисања економског развоја целе области делте Бисерне реке. Надајући се да ће искористити мост и створити економску зону која повезује три града, подручје Џухај Ханчин је 2015. године означено као зона слободне трговине.

### Прекорачења буџета
До 2017. године главни мост пројекта HZMB доживео је прекорачење трошкова од око 10 милијарди јуана, због повећаних трошкова рада и материјала, као и због промена у плану дизајна и изградње.

### Утицај на дивље животиње
Стручњаци ВВФ Хонгконга (World Wide Fund for Nature-Светска фондација за природу) кривили су изградњу HZMB-а за пад броја белих делфина у водама близу моста. Делфини пронађени у близини вода Лантауа били су најтеже погођени, са смањењем за 60 посто у периоду од априла 2015. до марта 2016. године.